# Referendum in der Republik Moldau 2010
Das Referendum in der Republik Moldau 2010 fand am 5. September des Jahres 2010 statt. Dabei waren die Bürger dazu aufgerufen, über eine Verfassungsänderung abzustimmen, die die Wiedereinführung der Direktwahl des Staatspräsidenten bedeutet hätte. Eine große Mehrheit der Abstimmenden votierte für die Verfassungsänderung. Das Referendum scheiterte jedoch an einer zu geringen Wahlbeteiligung.

## Vorgeschichte
In der Republik Moldau fanden nach dem Zusammenbruch der Sowjetunion und der daraus folgenden Unabhängigkeit des Landes 1991 und 1996 Direktwahlen des Präsidenten statt. Seitdem wurde das Staatsoberhaupt mit einer Dreifünftelmehrheit vom Parlament der Republik Moldau gewählt. Das knappe Ergebnis der Parlamentswahlen im April 2009 führte dazu, dass unter den gegebenen Voraussetzungen die Wahl des neuen Staatsoberhauptes scheiterte. Auch eine Neuwahl im Juli 2009 brachte keine Lösung der Pattsituation, sodass wiederum Neuwahlen für Herbst 2010 angesetzt werden mussten. Um eine Fortdauer der Staatskrise über die neuerlichen Wahlen hinaus zu verhindern, entschloss sich die moldauische Regierung dazu, eine Wiedereinführung der Direktwahl des Staatspräsidenten noch vor dem Termin der Parlamentswahl anzustreben.

## Fragestellung
„Sînteți pentru modificarea Constituției care să permită alegerea Președintelui Republicii Moldova de către întreg poporul?“

„Stimmen Sie einer Verfassungsänderung zu, die eine Wahl des Präsidenten der Republik Moldau durch das gesamte Volk erlauben würde?“

## Positionierung der politischen Kräfte
| Pro                                                                                                   | Pro                                          | Contra                                                                     |
| --- | -------------------------------------------- | -------------------------------------------------------------------------- |
| Alianța pentru Integrare Europeană (Regierungsbündnis)                                                | Partidul Democrat din Moldova                | Partidul Comuniștilor din Republica Moldova* (parlamentarische Opposition) |
| Alianța pentru Integrare Europeană (Regierungsbündnis)                                                | Alianța Moldova Noastră                      | Partidul Comuniștilor din Republica Moldova* (parlamentarische Opposition) |
| Alianța pentru Integrare Europeană (Regierungsbündnis)                                                | Partidul Liberal                             | Partidul Comuniștilor din Republica Moldova* (parlamentarische Opposition) |
| Alianța pentru Integrare Europeană (Regierungsbündnis)                                                | Partidul Liberal Democrat din Moldova        | Partidul Comuniștilor din Republica Moldova* (parlamentarische Opposition) |
| Mișcarea “Acțiunea Europeană”                                                                         | Mișcarea “Acțiunea Europeană”                | Mișcarea social-politică “Ravnopravie”*                                    |
| Partidul Popular Republican                                                                           | Partidul Popular Republican                  | Partidul Popular Creștin Democrat                                          |
| Partidul Național Liberal                                                                             | Partidul Național Liberal                    | Partidul Socialiștilor din Moldova “Patria-Rodina”*                        |
| Partidul Republican din Moldova                                                                       | Partidul Republican din Moldova              | Partidul Conservator                                                       |
| Partidul Ecologist Alianța Verde din Moldova                                                          | Partidul Ecologist Alianța Verde din Moldova | Mișcarea social-politică “Forța Nouă”                                      |
| Partidul “Pentru Neam și Țară”                                                                        | Partidul “Pentru Neam și Țară”               | Partidul “Patrioții Moldovei”                                              |
| Partidul Umanist din Moldova                                                                          | Partidul Umanist din Moldova                 | Partidul Social Democrat*                                                  |
| Mișcarea social-politică a Romilor din Republica Moldova                                              |                                              |                                                                            |
| Partidul Național Român                                                                               |                                              |                                                                            |
| Partidul Muncii                                                                                       |                                              |                                                                            |
| Partidul “Moldova Unită — Jedinaja Moldowa”                                                           |                                              |                                                                            |
| Uniunea Centristă din Moldova                                                                         |                                              |                                                                            |
| fett: im Parlament vertretene Parteien, * Parteien, die zum Boykott des Referendums aufgerufen haben. |                                              |                                                                            |

Während die Regierungsparteien die Verfassungsänderung unterstützten, waren die oppositionellen Kommunisten dagegen und riefen zum Boykott des Referendums auf, mit der Absicht, die Wahlbeteiligung unter die Marke von 33 % zu drücken und das Referendum so ungültig zu machen.

## Stimmung im Vorfeld des Referendums
Einer Umfrage zufolge, deren Ergebnisse im August 2010 veröffentlicht wurden, wollten sich 74 % der Moldauer an der Abstimmung beteiligen. Eine große Mehrheit von 91 % äußerte, für die Verfassungsänderung stimmen zu wollen. Zumindest die Bereitschaft zur Teilnahme an der Abstimmung betreffend muss jedoch im Nachhinein an der Qualität dieser Umfrage gezweifelt werden.

## Wahlgang und Ergebnis
Im Verlaufe der ersten Stunden des Wahlganges zeichnete sich eine schleppende Entwicklung der Wahlbeteiligung ab, was im Gegensatz zu den vor der Wahl veröffentlichten Umfrageergebnissen stand, die auf ein hohes Interesse der Bevölkerung an der Volksabstimmung schließen ließen. Gegen 19 Uhr hatte erst gut ein Viertel der Wahlberechtigten abgestimmt. Nachwahlbefragungen, bei denen auch nach der Nationalität der Wähler gefragt wurde, zeigten, dass die Wahlbeteiligung bei den größten ethnischen Minderheiten des Landes, unter Russen und Ukrainern, signifikant niedriger war als unter den Moldauern, die die Mehrheitsbevölkerung der Republik Moldau bilden.
Insgesamt stimmten 87,83 % der Abstimmenden für das Referendum und 12,17 % dagegen. Von den etwa 2,7 Millionen Wahlberechtigten beteiligten sich gut 818.000 an der Abstimmung. Die Wahlbeteiligung lag damit nur bei 30,07 % und so unter der notwendigen Beteiligung von 33 %. Die Verfassungsänderung ist damit gescheitert.